# Municipio de Benito Juárez (Quintana Roo)
El Municipio de Benito Juárez, con cabecera en la ciudad de Cancún, es uno de los once municipios que integran el estado mexicano de Quintana Roo. Su nombre es en honor a Benito Juárez García, que se desempeñó como presidente de México en varias ocasiones, desde el 21 de enero de 1858 hasta el 18 de julio de 1872. Anterior a la creación del municipio existía una población de nombre Puerto Juárez, hoy barrio de la ciudad de Cancún.

## Geografía
El municipio de Benito Juárez se encuentra en la zona norte del estado de Quintana Roo, limita al norte con el municipio de Isla Mujeres, al oeste con el de Lázaro Cárdenas y al sur con el de Puerto Morelos, está ubicado entre las coordenadas geográficas extremas de 21°22′ a 20°43′ de latitud norte y 86°44′ a 87°19′ de longitud oeste; tiene una extensión territorial de 1,664 km² que representan el 3.27 % del total del territorio de Quintana Roo.

### Orografía e hidrografía

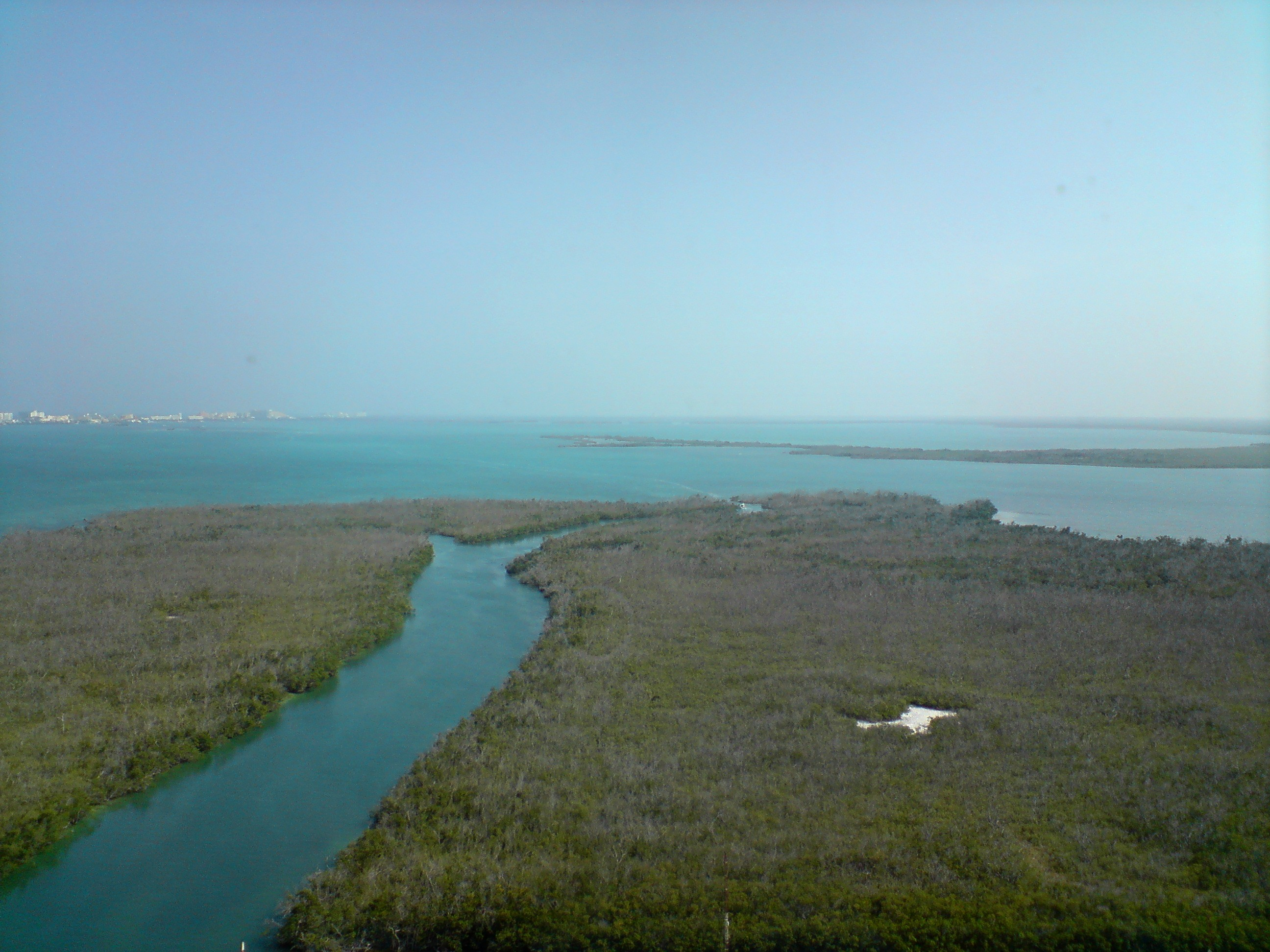
Vista aérea de la laguna Nichupté.

El territorio de Benito Juárez es completamente plano, alcanzado apenas una elevación de 10 m s. n. m., teniendo únicamente una suave declinación oeste-este hacia el mar. Morfológicamente todo el territorio de Benito Juárez forma parte de la Provincia fisiográfica XI, Península de Yucatán y de la Subprovincia fisiográfica 62, Karso yucateco.
Como en el resto de la península de Yucatán, la porosidad del suelo hace imposible que existan corrientes fluviales superficiales en el centro del estado, existiendo únicamente cenotes y varias lagunas, la más importante de todas es la Laguna Nichupté y otras menores que la rodean, como la Laguna Bojórquez y la Laguna Río Inglés que se encuentran situadas entre la Isla Cancún (conformada por la Zona Hotelera de Cancún) y el continente, esta laguna es parte integral de la zona turística y en ella se prácticamente deportes acuáticos. El territorio íntegro del municipio de Benito Juárez pertenece a la Cuenca Quintana Roo de la Región hidrológica Yucatán-Norte (Yucatán).

### Clima
El clima registrado en el municipio y que está oficialmente clasificado como Cálido subhúmedo con lluvias en verano, es tropical y favorece el enorme desarrollo turístico al ser ideal para las actividades de playa, la temperatura media anual es superior a los 26 °C en la franja costera e inferior a esta cifra en el interior del territorio, y la precipitación pluvial media anual en la mayor parte del municipio es de 1,000 a 1,100 mm, en una franja al suroeste es de 1,100 a 1,200 y en el extremo suroeste es de 1,200 a 1,300 mm.
Como todo Quintana Roo y la Península de Yucatán, la zona es de gran actividad ciclónica, siendo frecuentemente afectada por huracanes, cuya temporada es de junio a septiembre, siendo los meses de mayor riesgo y actividad septiembre y octubre, los más grandes huracanes que han afectado Benito Juárez han sido el Huracán Gilberto en septiembre de 1988 y el Huracán Wilma en octubre de 2005.

### Ecosistemas
Prácticamente la totalidad del municipio se encuentra cubierto por selva media, siendo abundantes en árboles como el zapote, el ramón, así como el árbol del chicle, las zonas costeras de las lagunas se encuentra pobladas por manglares los cuales debido al desarrollo económico principalmente con fines turísticos han visto mermada su extensión y puesto en riesgo su supervivencia. La principal fauna está formada por pequeños mamíferos como el tapir y el jaguar, aves y numerosas especies acuáticas que habitan las aguas próximas a la costa.
Frente a las costas de Benito Juárez, se encuentra parte del llamado Sistema arrecifal Mesoamericano, de enorme diversidad biológica y que forma el parque nacional Arrecife de Puerto Morelos, por está situado frente a esta población y del parque nacional Costa Occidental de Isla Mujeres, Punta Cancún y Punta Nizuc.
| Mapas geográficos de Benito Juárez |        |
|                                    |        |
| Relieve e hidrología               | Climas |

## Demografía
El municipio tiene una población de 911 503 habitantes según los resultados del Conteo de Población y Vivienda de 2020 realizado por el Instituto Nacional de Estadística y Geografía, de ese total, 334 945 son hombres y 326 231 son mujeres, por lo que el índice de población masculina es del 50.5 %, la tasa de crecimiento anual de la población es de 5.6 %, el segundo más elevado de Quintana Roo únicamente superado por el del municipio de Solidaridad; el 26.3 % de la población es menor de 15 años, mientras que el 55.9 se encuentra en el rango entre 64 y 15 años de edad, la población es eminentemente urbana, pues el 96.4 % de ella vive en localidades que superan los 2,500 habitantes, finalmente, el 11.9 % de la población de 5 años y más es hablante de una lengua indígena.
El Municipio de Benito Juárez es el más poblado del estado de Quintana Roo y uno de los de mayor crecimiento poblacional en el país, debido a la actividad económica que genera el incluir al principal destino turístico de México, la ciudad de Cancún.
| Evolución demográfica del municipio de Benito Juárez |         |         |         |
|                                                      |         |         |         |
| Año                                                  | 1995    | 2000    | 2005    |
| Población                                            | 311,696 | 419,815 | 572,973 |

El enorme crecimiento demográfico que han tenido lugar en el municipio de Benito Juárez ha creado conflictos como la falta de servicios urbanos, el crecimiento anárquico y grandes problemas de delincuencia y seguridad pública, una de las zonas más afectadas por este tipo de hechos es el ejido Alfredo V. Bonfil, que originalmente debía ser el principal proveedor de recursos agropecuarios a Cancún, sin embargo, se ha convertido en una zona conurbada con graves carencias de servicios públicos.

### Grupos étnicos
En Benito Juárez, hay un total de 50.936 personas de 5 años o más que son hablantes de alguna lengua indígena, de los cuales 27.598 son hombres y 23.338 son mujeres que son el 11.9 % de la población por lo que es el segundo municipio con menos hablantes indígenas entre su población, la cifra menor le corresponde al municipio de Othón P. Blanco. De ese total, 49.662 también hablan español, únicamente 162 son monolingües y un resto de 812 no especifican dicho dato.
La lengua que habla la gran mayoría de la población es el maya, que es el mayoritario en todo Quintana Roo, tierra ancestral de la cultura maya, sin embargo el municipio se encuentra en una zona de baja población de este grupo indígena, que se concentra en los municipios rurales del interior y sur del estado, aun así muchos de ellos se ven atraídos hacia las localidades del municipio debido a la oferta de empleado que la actividad turística permite ofrecer; esta misma razón en la que se encuentren hablante de otras lenguas indígenas, la gran mayoría son migrantes atraídos de sus lugares de origen por ofertas de trabajo, principalmente en la construcción, la mayor parte de ellos proviene de los estados vecinos de Quintana Roo y del mismo sureste por lo que las lenguas propias de estos estados son las que le siguen al maya en número de hablantes, aunque muy menores, estas son el tsotsil, chol y tseltal.

### Migración
La migración de población al Municipio de Benito Juárez es el principal motivo de su crecimiento poblacional, que con una tasa anual de 5.6 % es el segundo más alto de Quintana Roo, la razón de esta migración es el desarrollo económico debido al turismo que se traduce en una enorme fuente de empleo que no se encuentra en muchas otras zonas, sobre todo rurales, del sureste del país, esto nos lleva a que un total de 429,389 habitantes mayores de 5 años tuvieran un lugar de residencia diferente con anterioridad a octubre de 2000, de ellos 363,073 habitaban en algún otro municipio del estado de Quintana Roo, mientras que 61,854 lo hacían en otro estado de la República. El mayor número de migrantes, 10,436, provinieron del Estado de Yucatán, en segundo lugar, 9,761, provinieron de Tabasco, en tercer puesto, 8,800, lo hicieron del Distrito Federal, y en cuarto, 8,063, del estado de Veracruz de Ignacio de la Llave. En el extremo contrario, apenas 47 personas llegaron a Benito Juárez proviniendo del estado de Zacatecas. Además un total de 1,164 habitantes llegaron procediendo de los Estados Unidos y 1,598 habitantes llegaron desde algún país diferente.

### Localidades

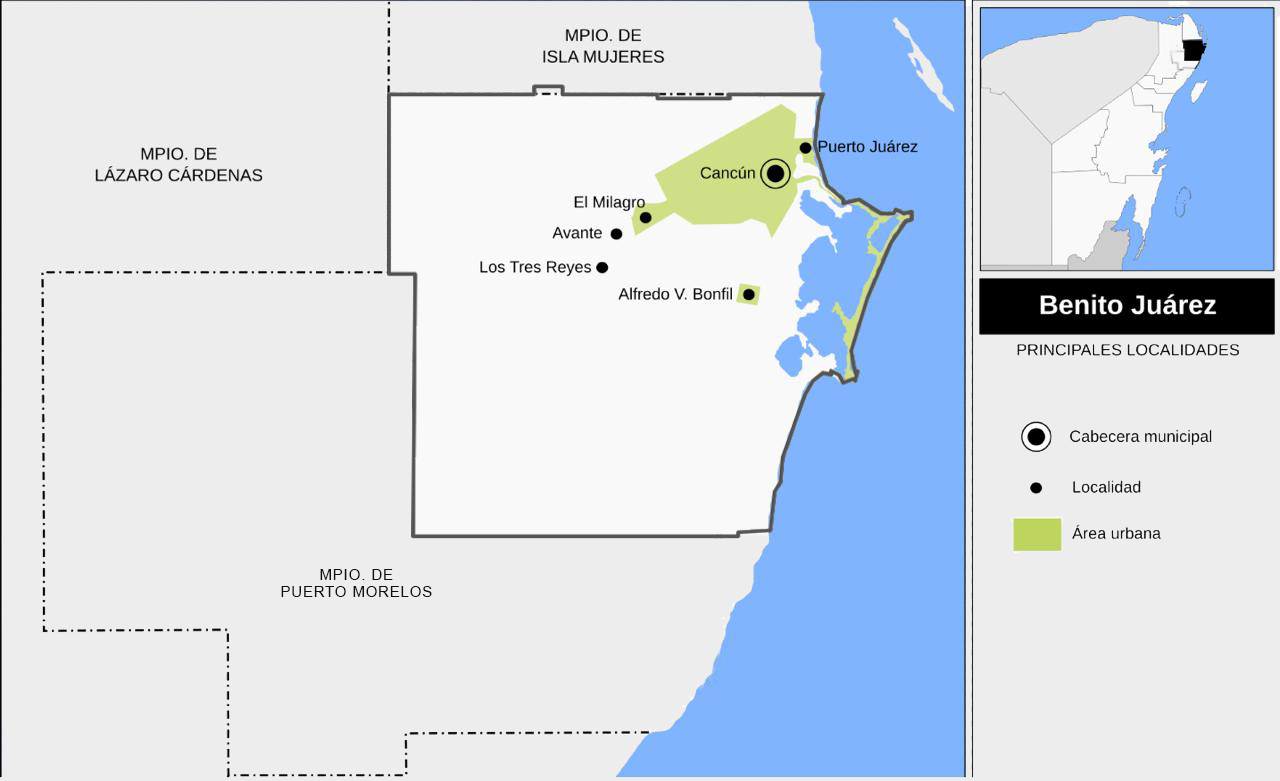
Principales localidades de Benito Juárez

Según el Instituto Nacional de Geografía, Estadística e Informática (INEGI), en 2020 en el territorio del municipio hay un total de 160 localidades. Teniendo en cuenta lo anterior, la población de las principales localidades, para el año 2020 era la siguiente:
| Localidad         | Población |
| Total Municipio   | 911 503   |
| Cancún            | 888 797   |
| Alfredo V. Bonfil | 19 789    |

Puerto Juárez, la población original de la zona y anterior a la fundación de la ciudad de Cancún, fue considerada una localidad independiente desde 1960 hasta 1990, cuando fue suprimida como tal e incorporada a Cancún al considerárseles conurbadas.

## Infraestructura

### Vías de comunicación

#### Carreteras
Principales carreteras:
- Carretera Federal 180.
- Carretera Federal 307.

Las principales vías de comunicación del municipio de Benito Juárez son dos carreteras federales, la Carretera Federal 180 que lo comunica con el oeste, hacia el estado de Yucatán y la Carretera Federal 307 que lo une con el sur del estado de Quintana Roo.
La carretera 307, conocida como Chetumal-Puerto Juárez, ingresa al municipio proviniendo del sur desde el municipio de Solidaridad, y terminar en la ciudad de Cancún, con mayor exactitud en la zona de Puerto Juárez al unirse a la Carretera 180, en toda la extensión del municipio es una autopista de cuatro carriles, dos por sentido y su recorrido es siempre en sentido norte-sur, une a Cancún con Alfredo V. Bonfil y Joaquín Zetina Gasca en el mismo municipio, y hacia el sur con el resto del estado de Quintana Roo, principalmente con la Riviera Maya y con la capital del estado, Chetumal.
La carretera 180 en el municipio es el último tramo de la carretera costera del Golfo de México que comienza en Matamoros, Tamaulipas y que culmina en Cancún; ingresa al municipio en sentido oeste-este proveniente del vecino municipio de Lázaro Cárdenas, y termina en la ciudad de Cancún, está formada por dos carretera diferentes pero que corren paralelas una de la otra, la autopista de cuatro carriles, dos por sentido, de cuota, y la carretera libre, formada por un solo cuerpo de un carril por cada sentido, fusionándose ambos en las inmediaciones de Cancún. La carretera comunica con las comunidades del oeste del municipio siendo la principal Leona Vicario, posteriormente continúa hacía Lázaro Cárdenas, y el estado de Yucatán, es la principal vía de comunicación de Cancún con Chichén Itzá, ambos destinos de gran importancia turística. Una extensión de esta carretera la une con la Carretera 307 por las afueras de Cancún, funcionando como principal acceso para el Aeropuerto Internacional de Cancún.
Además de estas dos principales carretera existen en Benito Juárez otras menores, entre ellas las que como una prolongación hacia el norte de la carretera 307, unen Cancún con Punta Sam y con la zona arqueológica de El Meco en el vecino municipio de Isla Mujeres; otra carretera de importancia sobre todo para la zona rural interior del municipio, es la que comienza sobre la carretera 180 en Leona Vicario, y comunica a Central Vallarta y termina en la carretera 307 en Joaquín Zetina Gasca, en ese mismo punto de carretera 307 inicia el ramal que enlaza a Puerto Morelos. Existen además otros carreteras y caminos rurales menores que comunican a comunidades agrícolas del norte y suroeste del municipio.

#### Puertos
Benito Juárez cuenta con uno de los dos principales puertos del estado de Quintana Roo en territorio continental, Puerto Juárez conurbado con Cancún. Puerto Morelos, localizado unos 40 kilómetros al sur de la ciudad, formaba parte del municipio hasta su separación en 2011. Debido a sus costas bajas, Quintana Roo prácticamente no cuenta con puerto que puedan recibir barcos de gran calado, por lo que las actividades de estos son reducidas y dedicadas principalmente a servicios turísticos, sin embargo, Puerto Morelos es el principal punto de embarque y desembarque de bienes en Quintana Roo. Desde Puerto Juárez existen ferries que enlazan el continente con Isla Mujeres y desde Puerto Morelos existe otra línea de ferries que lo comunica con Cozumel.

#### Aeropuertos
El principal medio de comunicación vía aérea del municipio es el Aeropuerto Internacional de Cancún, el principal del estado y uno de los de mayor actividad en México debido al polo turístico al que atienda, el aeropuerto recibe numerosos vuelos tanto nacionales como internacionales, los principales destinos nacionales son la Ciudad de México, Monterrey, Guadalajara, Tijuana, Toluca y Veracruz, mientras que internacionales son principalmente hacia Estados Unidos, como Miami, Nueva York, Los Ángeles y Chicago; y europeas como Madrid, Fráncfort del Meno y Londres.
Existen además en el territorio del municipio otros cinco aeródromos, dos de ellos están localizados en la Laguna Nichupté, son por tanto, hidropistas y los otros tres son helipuertos ubicados en hoteles de la zona hotelera de Cancún.

## Política

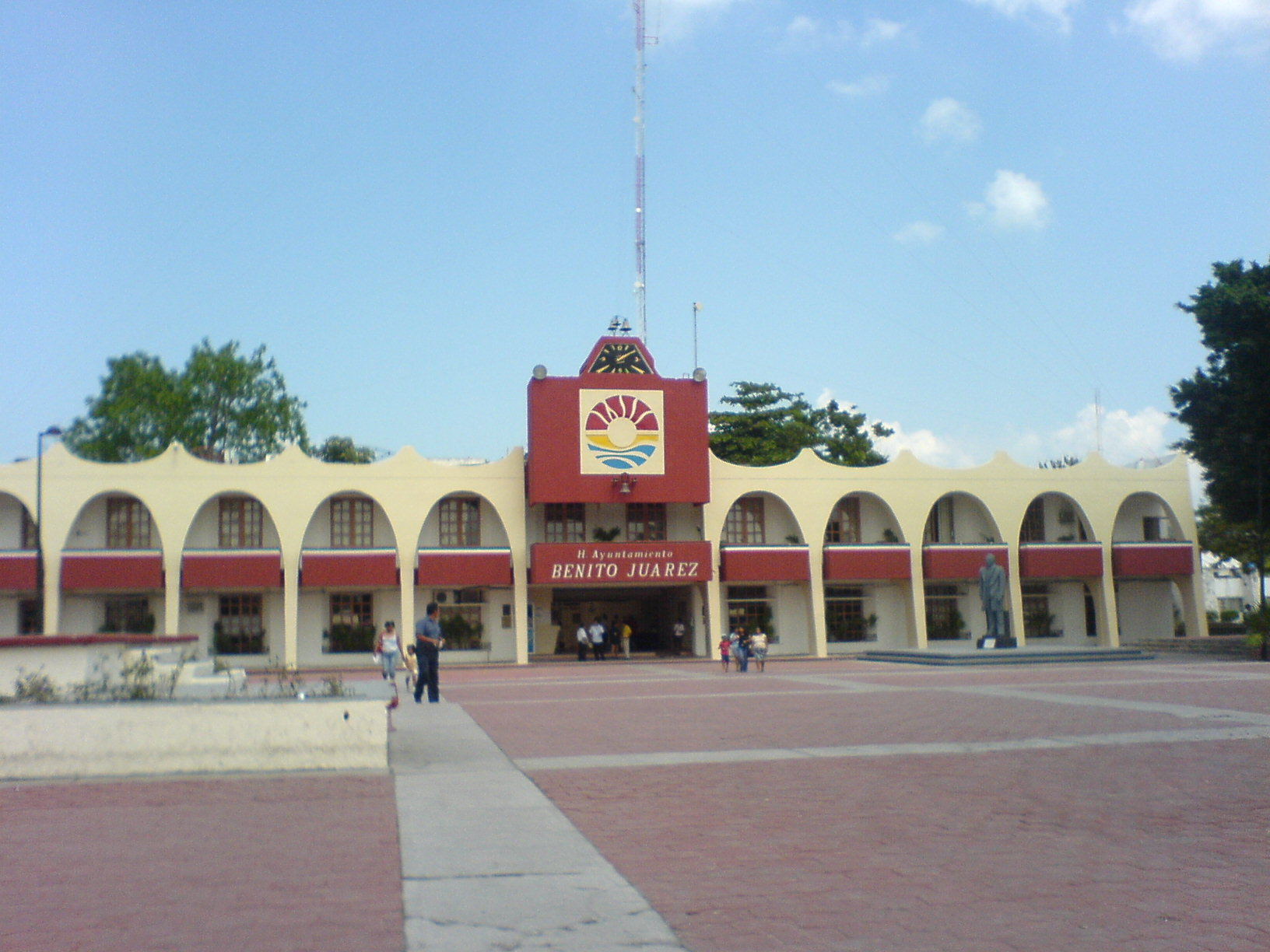
Palacio Municipal de Benito Juárez, en la cabecera municipal, Cancún.

El Municipio de Benito Juárez es uno de los siete municipios originales del estado de Quintana Roo, fue creado el 12 de enero de 1975 al ser aprobada la ley relativa a la división territorial del nuevo estado de Quintana Roo, hasta dicha creación el territorio que hoy forma el municipio estuvo dividido entre las Delegaciones de Isla Mujeres y de Cozumel.
El gobierno municipal le corresponde al Ayuntamiento, este está conformado por un Presidente Municipal, y un cabildo integrado por un síndico y quince regidores: nueve regidores electos por mayoría relativa y seis por el principio de representación proporcional, el ayuntamiento es electo para un periodo de tres años que comienza el día 30 de septiembre del año de su elección, conforme lo establece el artículo 133 de la Constitución Política del Estado este no puede ser renovado para el periodo inmediato, pero si de manera intercalada.

### División administrativa
Para su gobierno interior, el municipio de Benito Juárez se subdivide en 2 localidades que son: Alfredo V. Bonfil y puerto Juárez.

### Representación legislativa

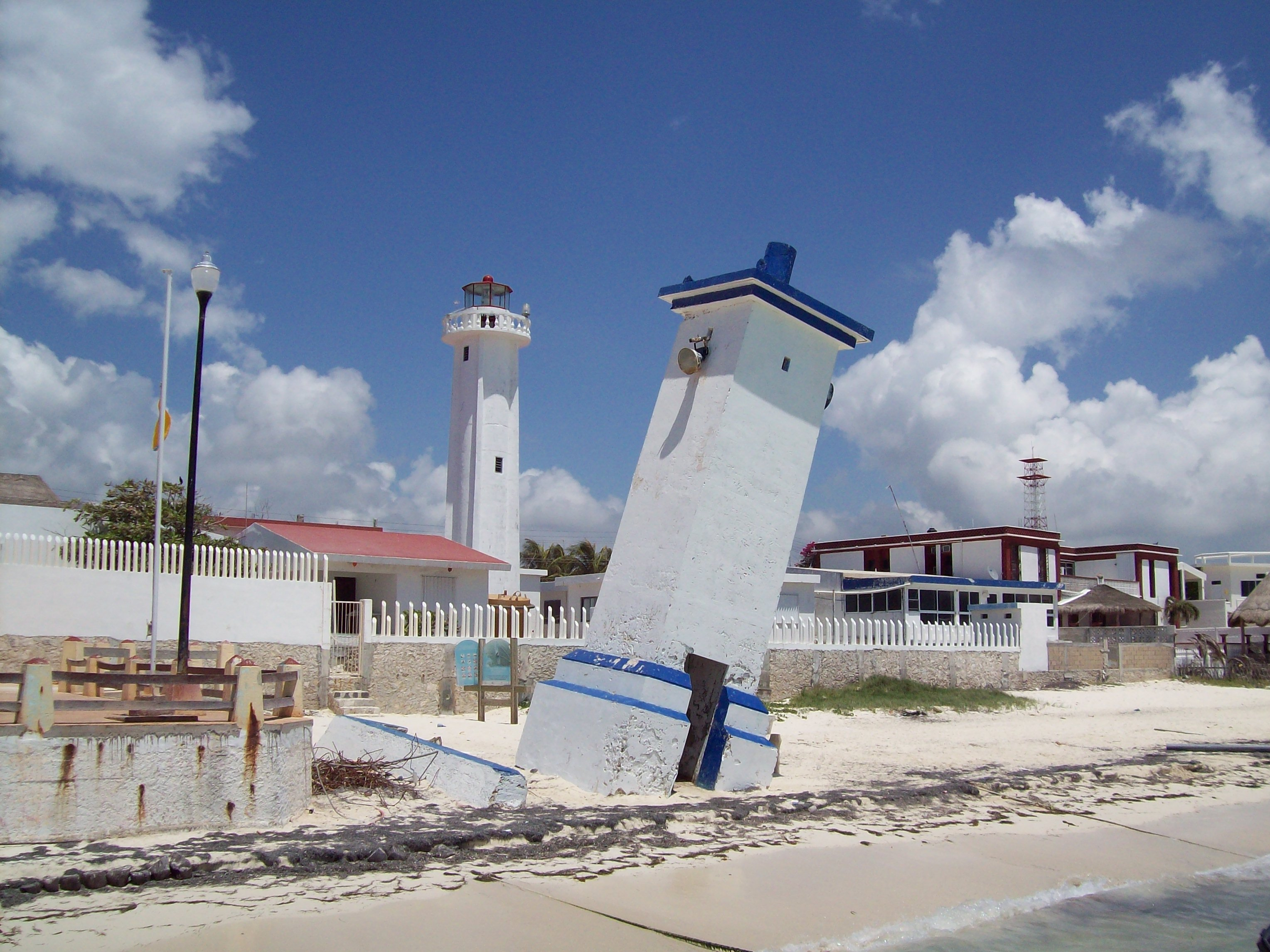
Ayuntamiento de Puerto Morelos.

Para la elección de Diputados locales al Congreso de Quintana Roo, y de Diputados federales a la Cámara de Diputados del Congreso de la Unión, el municipio se encuentra integrado a los sig. Distritos electorales de la siguiente manera:
Local:
- I Distrito Electoral Local de Quintana Roo con cabecera en Kantunilkín.
- II Distrito Electoral Local de Quintana Roo con cabecera en Cancún.
- III Distrito Electoral Local de Quintana Roo con cabecera en Cancún.
- IV Distrito Electoral Local de Quintana Roo con cabecera en Cancún.
- V Distrito Electoral Local de Quintana Roo con cabecera en Cancún.
- VI Distrito Electoral Local de Quintana Roo con cabecera en Cancún.
- VII Distrito Electoral Local de Quintana Roo con cabecera en Cancún.
- VIII Distrito Electoral Local de Quintana Roo con cabecera en Cancún.

Federal:
- Distrito electoral federal 3 de Quintana Roo con cabecera en Cancún.
- Distrito electoral federal 4 de Quintana Roo con cabecera en Cancún.

### Presidentes municipales
- (1975 - 1978):  Alfonso Alarcón Morali
- (1978 - 1981):  Felipe Amaro Santana
- (1981 - 1984):  José Irabien Medina
- (1984 - 1987):  Joaquín González Castro
- (1987 - 1990):  José González Zapata
- (1990 - 1991):  Mario Villanueva Madrid
- (1991 - 1993):  Jorge Arturo Contreras Castillo (Interino)
- (1993 - 1995):  Carlos Javier Cardín Pérez
- (1995 - 1996):  Edmundo Fernández Meza (Interino)
- (1996 - 1999):  Rafael Lara y Lara
- (1999 - 2002):  Magaly Achach Solís
- (2002 - 2004):  Juan Ignacio García Zalvidea
- (2004 - 2005):  Carlos Canabal Ruiz (Interino)
- (2005 - 2008):  Francisco Antonio Alor Quezada
- (2008 - 2010):  Gregorio Sánchez Martínez
- (2010 - 2011):  Jaime Hernández Zaragoza (Interino)
- (2011 - 2013):  Julián Javier Ricalde Magaña
- (2013 - 2016):  Paul Michell Carrillo de Cáceres
- (2016 - 2018):  Remberto Estrada Barba
- (2018 - 2022):  María Elena Lezama Espinosa
- (2022 - 2024):  Ana Patricia Peralta de la Peña (Sustituta)
- (2024 - 2027):  Ana Patricia Peralta de la Peña